# Sean Burke
Sean Burke, född 29 januari 1967, är en kanadensisk före detta professionell ishockeymålvakt som tillbringade 18 säsonger i den nordamerikanska ishockeyligan National Hockey League (NHL), där han spelade för ishockeyorganisationerna New Jersey Devils, Hartford Whalers, Carolina Hurricanes, Vancouver Canucks, Philadelphia Flyers, Florida Panthers, Phoenix Coyotes, Tampa Bay Lightning och Los Angeles Kings. Han släppte in i genomsnitt 2,96 mål per match och hade en räddningsprocent på .902 samt 38 SO (inte släppt in ett mål under en match) på 820 grundspelsmatcher.
Han draftades i andra rundan i 1985 års draft av New Jersey Devils som 24:e spelare totalt.
Den 4 mars 2008 blev han anställd som chef för talangutvecklingen hos Phoenix Coyotes, en roll där han övervakade utvecklingen för organisationens talanger inom de lägre serierna. Den 21 september 2009 utsågs Burke till målvaktstränare för NHL-laget. Den 7 juli 2011 blev Burke befordrad till från att bara vara chef för talangutvecklingen till att bli chef för utvecklingen av samtliga spelare i organisationen, där han bland annat var ansvarig för NHL-lagets årliga träningsläger och försäsong. Den 12 juli 2012 skrev Burke på en kontraktsförlängning med Coyotes och där han skulle bli assistent till organisationens general manager Don Maloney. Han är fortfarande målvaktstränare för Coyotes, en roll som har delats med de andra befattningarna som han har fått genom åren inom organisationen.